# یایزو، شیزوئوکا
یایزو در استان شیزوئوکا در کشور ژاپن واقع شده‌است که دارای جمعیت ۱۲۰٬۳۳۱ نفر و مساحت ۴۶٫۰۱ کیلومتر مربع با تراکم جمعیت ۲٬۶۱۵ نفر در کیلومترمربع است و در تاریخ ۱ مارس ۱۹۵۱ به عنوان شهر شناخته شد.